# Illawarra wisharti
Illawarra Gray, 2010 è un genere di ragni appartenente alla Famiglia Atracidae.

## Etimologia
Il genere prende il nome dalla regione australiana di Illawarra, del Nuovo Galles del Sud, luogo di rinvenimento degli esemplari.

## Distribuzione
L'unica specie nota di questo genere è stata rinvenuta in Australia occidentale: è un endemismo del Nuovo Galles del Sud.

## Tassonomia
Attualmente, a dicembre 2020, si compone di 1 specie:
- Illawarra wisharti Gray, 2010[2] — Nuovo Galles del Sud